# Jérémy Gelin
Jérémy Gelin (Quimper, 24 de abril de 1997) es un futbolista francés que juega en la demarcación de defensa para el Panserraikos de la Superliga de Grecia.

## Biografía
Tras empezar a formarse como futbolista en el US Pluguffannaise, ESK Quimper y en el Quimper-Kerfeunteun FC, tras nueve años se marchó a la disciplina del Stade Rennais FC, con el que empezó jugando en el segundo equipo. Finalmente hizo su debut con el primer equipo el 25 de octubre de 2017 en la Copa de la Liga de Francia contra el Dijon FCO, sustituyendo a Joris Gnagnon en el minuto 46, en un partido que finalizó con un resultado de 1-2. Su debut en la Ligue 1 se produjo tres días después contra el Montpellier HSC.

## Clubes
| Club                         | País    | Año       | Partidos | Goles |
| ---------------------------- | ------- | --------- | -------- | ----- |
| Stade Rennais F. C. II       | Francia | 2014-2017 | 58       | 1     |
| Stade Rennais F. C.          | Francia | 2017-2020 | 84       | 1     |
| Royal Antwerp F. C. (cedido) | Bélgica | 2020-2021 | 20       | 0     |
| Stade Rennais F. C. II       | Francia | 2021-2022 | 2        | 1     |
| Amiens S. C.                 | Francia | 2022-2024 | 63       | 2     |
| Panserraikos                 | Grecia  | 2024-     | 27       | 0     |

## Palmarés

### Campeonatos nacionales
| Título          | Club                | País    | Año  |
| --------------- | ------------------- | ------- | ---- |
| Copa de Francia | Stade Rennais F. C. | Francia | 2019 |